# Gof Mude
Gof Mude är en krater i Kenya.   Den ligger i länet Marsabit, i den centrala delen av landet, 400 km norr om huvudstaden Nairobi. Toppen på Gof Mude är 926 meter över havet. Gof Mude ingår i Res Fila.
Terrängen runt Gof Mude är kuperad åt sydost, men åt nordväst är den platt. Runt Gof Mude är det glesbefolkat, med 9 invånare per kvadratkilometer. Närmaste större samhälle är Marsabit, 8,3 km öster om Gof Mude. I omgivningarna runt Gof Mude växer huvudsakligen savannskog.